# Derby (Ohio)
Derby é um lugar designado pelo censo localizado no condado de Pickaway no estado estadounidense de Ohio. No Censo de 2010 tinha uma população de 408 habitantes e uma densidade populacional de 118,18 pessoas por km².

## Geografia
Derby encontra-se localizado nas coordenadas 39° 45′ 51″ N, 83° 12′ 25″ O. Segundo a Departamento do Censo dos Estados Unidos, Derby tem uma superfície total de 3.45 km², da qual 3.45 km² correspondem a terra firme e (0%) 0 km² é água.

## Demografia
Segundo o censo de 2010, tinha 408 pessoas residindo em Derby. A densidade populacional era de 118,18 hab./km². Dos 408 habitantes, Derby estava composto pelo 97.3% brancos, o 0.49% eram afroamericanos, o 0% eram amerindios, o 0.25% eram asiáticos, o 0% eram insulares do Pacífico, o 0.25% eram de outras raças e o 1.72% pertenciam a duas ou mais raças. Do total da população o 0.49% eram hispanos ou latinos de qualquer raça.